# Lagertechnik
Die Lagertechnik (ⓘ) befasst sich mit der Lagerung und dem innerbetrieblichen Transport von Gütern und stellt damit einen Teil der innerbetrieblichen Unternehmenslogistik  bereit und stellt eine Schnittstelle zwischen den Aufgaben Beschaffung, Produktion, Distribution und Entsorgung dar.
Ein Bestandteil der Lagertechnik ist die Lagereinrichtung, darunter verschiedene Regal-Systeme wie Fachbodenregale, Palettenregale, Einfahrregale, Kragarmregale, Archivregale, Durchlaufregale und Hochregale. Ein anderer Teil ist die Art der Lagerung: Flachgut-Lagerung, Langgut-Lagerung, Regallose-Lagerung und Automatische Kleinteile-Lagerung.
Weiter gehört zur Lagertechnik auch der durch Fördermittel realisierte innerbetriebliche Transport. Zu den Fördermitteln gehören die Stetigförderer wie Rollenbahnen und Gurtbandförderer, aber auch Unstetigförderer wie Gabelstapler, Plattformwagen, automatische LKW-Verladesysteme oder Fahrerlose Transportfahrzeuge (FTF).
Umwelt-Lagertechnik ist ein weiterer Bereich der Lagertechnik und stellt eine Kombination aus Arbeitsschutz, Umweltschutz und Lagerung von Gefahrstoffen im Betrieb dar und dient der umweltgerechten und sicheren Lagerung von Gefahrstoffen im Betrieb. Der Zweck der Einrichtungen für Umwelt-Lagertechnik ist also nicht nur die effiziente Lagerung von Gütern und ökonomischen Gesichtspunkten, sondern ebenso müssen die geltenden Regelungen zur Gefahrstofflagerung und Vorschriften zum Arbeitsschutz berücksichtigt werden, und gleichzeitig einen optimalen Betriebsablauf ermöglichen. Zu diesem Bereich zählen bspw. Auffangwannen, Gefahrstoff-Depots und -Container, Gasflaschen-Container, Fass-Abfüllstationen, Brandschutzcontainer etc. 
Abhängig von den jeweils zu lagernden Stoffen bzw. Flüssigkeiten und deren Gefahrstoff-Klassifizierung sind die vornehmlich für Umwelt-Lagertechnik verwendeten Materialien Edelstahl oder auch Kunststoffe, die gegenüber den jeweiligen Stoffen resistent sind.
Zur Lagertechnik gehören auch Zähl-, Mess- und Wiegeeinrichtungen, Klammer- oder Umreifungsmaschinen, Bodenlagerung, Blocklagerung, Reihenlagerung, EDV-Anlagen und Identifizierungs-Systeme.